# Brihaspati

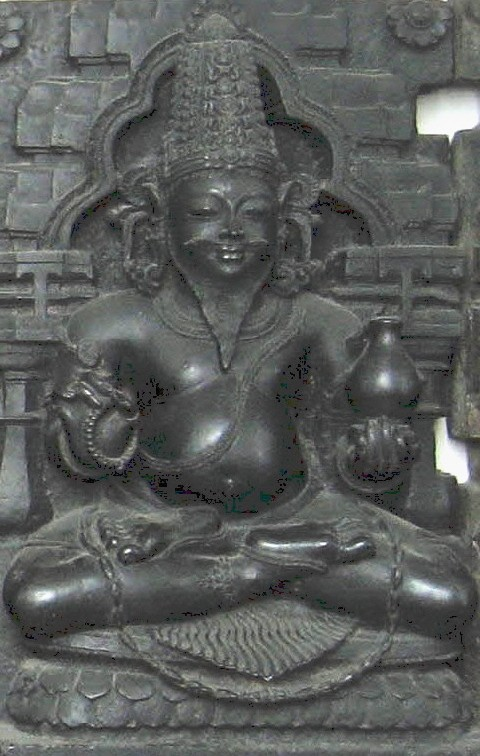
Brihaspati

Brihaspati (Sanskrit बृहस्पति bṛhaspati m.) ist in der hinduistischen Mythologie der Priester der Götter und gehört in der traditionellen hinduistischen Astronomie zu den neun „Planeten“, den Navagraha; er entspricht als Gott dem Planeten Jupiter.

## Mythologie
Im Rigveda ist Brihaspati, der manchmal auch Brahmanaspati genannt wird, ein Begleiter des Donnergottes Indra. Mit Hilfe eines Zauberliedes befreit er die Kühe, die der Dämon Vala gefangen hält, und hilft Indra, diesen zu erschlagen. Er wird als leuchtender, goldfarbener Mann mit Donnerstimme beschrieben.
In nachvedischer Zeit wird Brihaspati zur Verkörperung des nach ihm benannten Planeten, der dem Planeten Jupiter entspricht. Er wird als Sohn des Weisen Angiras betrachtet. Seine Frau Tara („Stern“) wird vom Mondgott Chandra entführt, worauf der Krieg Tarakamaya unter den Göttern ausbricht. Indra und die Götter kämpfen dabei mit Brihaspati, während der Mondgott von Ushanas, Rudra, den Danava und den Daitya unterstützt wird. Schließlich befiehlt Brahma das Ende der Kämpfe und die Heimführung von Tara, die daraufhin den Budha gebiert. Da Brihaspati und Soma nun beide den Anspruch auf die Vaterschaft erheben, drohen die Kämpfe erneut auszubrechen. Auf Geheiß Brahmas erklärt Tara, dass der Mondgott der Vater ist.
Durch Mamata ist Brihaspati der Vater des Weisen Bharadvaja.
Das indische Epos Mahabharata berichtet, dass Indra den Brihaspati als Priester ernannte, nachdem dieser ihm versprochen hatte, nicht für den König Marutta zu opfern.

## Belege
1. ↑  bṛhaspati. In: Monier Monier-Williams: Sanskrit-English Dictionary. Clarendon Press, Oxford 1899, S. 737, Sp. 1.